# Vanceboro (Maine)
Vanceboro – miasto w Stanach Zjednoczonych, w stanie Maine, w hrabstwie Washington.